# Portal Vell de l'Ofrera
El Portal Vell de l'Ofrera és un portal de Torà, a la comarca del Solsonès inclòs a l'Inventari del Patrimoni Arquitectònic de Catalunya.

## Descripció
Portal d'època medieval-moderna orientat al nord-oest. Aquest portal devia ser sens dubte un dels principals accessos a la vila closa de Torà, ja que es troba en els murs que tancaven el nucli medieval. A diferència de l'anterior, aquest forma un pas cobert, seguint la tradició urbanística medieval, segons la qual les cases s'adossaven a la muralla i s'hi integraven.